# Heinrich Steinhausen

Heinrich Steinhausen

Friedrich Heinrich Theodor Steinhausen (* 27. Juli 1836 in Sorau; † 26. Mai 1917 in Schöneiche bei Friedrichshagen) war ein deutscher Schriftsteller.

## Leben
Seine Eltern waren der Oberstabsarzt im 8. Infanterieregiment Friedrich August Wilhelm Steinhausen (* 20. Oktober 1800; † 15. Juli 1855) und dessen Ehefrau Auguste Henriette Naphtali (* 5. November 1804; † 6. Januar 1870). Sein Bruder war der Maler Wilhelm Steinhausen.
Er besuchte das Gymnasium in Sorau und studierte zu Berlin und Göttingen Theologie und Philologie, bekleidete darauf Lehrerstellen an den Kadettenanstalten in Potsdam und Berlin (seit 1860 Kadettengouverneur) und wurde am 1. November 1868 ordiniert. 1868 war er Pfarrer in Blüthen bei Karstädt (Kirchenkreis Perleberg), 1875 Pfarrer in Lindow (Kirchenkreis Lindow-Gransee), 1883 Pfarrer in Beetz bei Kremmen (Kirchenkreis Nauen), 1896 Pfarrer in Podelzig (Kirchenkreis Nauen). Er wurde am 1. Oktober 1906 emeritiert.
Er war verheiratet mit Helene Thieme, Tochter des Ernst Rudolf Thieme, Steinhauermeister in Halle (Saale). Die Hochzeit fand am 5. Januar 1869 in Berlin statt. Sein Sohn, Heinrich Friedrich August Christlieb Steinhausen (später Pfarrer), wurde am 13. September 1872 in Blüthen geboren.
Heinrich Steinhausen starb nach längerer, schwerer Krankheit am 26. Mai 1917 im Alter von 80 Jahren in Schöneiche bei Berlin, wo er, weit abgelegen vom geschäftigen Treiben der Reichshauptstadt, gelebt hatte. Die Beisetzung erfolgte am 30. Mai 1917 auf dem Alten Garnisonfriedhof an der Linienstraße in Berlin. Das Grabmal ist nicht erhalten.

## Werke
- Irmela. Eine Geschichte aus alter Zeit. Böhme, Leipzig 1881
- Zufällige Herzenserleichterungen eines einsamen Kunst- und Literaturfreundes. Frankfurt am Main, 1880–1882. 2 Bände (Gegen Georg Ebers)
- Gevatter Tod. Im Armenhause. Mr. Bob Jenkins Abenteuer. Drei Novellen. Wilhelmi, Berlin, 1882
- Markus Zeisleins grosser Tag. Klein, Barmen 1883
- Der Korrektor. Szenen aus dem Schattenspiele des Lebens. Lehmann, Leipzig 1885
- Die Kunst und die christliche Moral. Ein Beitrag zur Verständigung über die Bedeutung der Kunst für das öffentliche Leben. Herrosé, Wittenberg 1886
- Die neue Bizarde oder Hermann Hinderichs des Jüngeren verfehlter Beruf. Herrosé, Wittenberg 1890
- (Unter dem Pseudonym Veracius Rusticus) Meletemata ecclesiastica. Zwar nicht alamodische aber verhoffentlich nützliche Betrachtung. Alt, Frankfurt am Main 1889
- Herr Moffs kauft sein Buch. Pasch, Berlin 1891
- Heinrich Zwiesels Ängste. Grote, Berlin 1899
- Von stillem Leiden und bescheidenem Glück. Ungleich, Leipzig, 1916
- Ausklang. Gedichte. Callwey, München 1917
- Erzählungen. Steinkopf, Stuttgart 1926